# Annales de gérontologie
Pour les articles homonymes, voir Annales (homonymie).
Les Annales de gérontologie est une revue internationale francophone à comité de lecture. La revue rapporte des travaux scientifiques, des revues de la littérature et des synthèses pédagogiques dans tous les domaines de la gérontologie et de la gériatrie.